# 人民联盟 (冰岛)
人民联盟是冰岛的一个已不存在的左翼政党。
1956年4月4日，共产主义政党人民团结党—社会党和社会民主党新左翼组成名为“人民联盟”的选举联盟参加大选。1968年，人民联盟改组为单一政党。
人民联盟不是共产主义政党，但该党的领导权长期由共产主义者掌握。所以，在冷战结束前，该党一般被认为是国际共产主义运动在冰岛的代表。建党之初，该党自称冰岛唯一的工人阶级政党，主张通过议会途径建立平等的社会主义社会和人民政权。
苏东剧变后，该党放弃社会主义路线，转而信奉社会民主主义。1998年，该党与社会民主党、妇女名单、民族觉醒—人民运动等3个中左翼政党组成选举联盟。1999年2月6日，该党一些反对结盟的成员退党，另行组建左翼运动—绿色候选人。2000年5月，在原有的选举联盟的基础上建立单一政党“联盟”。不过，人民联盟仍在名义上继续存在一段时间，直到该党的债务还清。